# Linka M4 (metro v Budapešti)
M4, též Délnyugat-keleti metró (doslova Jihozápadno-východní metro), hovorově négyes metró (česky metro čtyřka) nebo zöld metró (česky zelené metro), je linka budapešťského metra. Do provozu byla uvedena 28. března 2014, což z ní činí nejnovější linku v systému. Spojuje Kelenföld vasútállomás na budínské straně města s Keleti pályaudvar na pešťské straně. Tento úsek má délku 7,4 km a nachází se na něm 10 stanic. Linka M4 má dva přestupní body, a to ve stanicích Kalvin tér (linka M3) a Keleti pályaudvar (linka M2).
Původní plány počítaly s prodloužením linky až do stanice Bosnyák tér a dále na východ, na straně západní pak až do stanice Madárhegy. Od východního prodloužení se v roce 2015 upustilo a namísto něj má být vybudována povrchová rychlotramvaj, která bude zajíždět až na sídliště Újpalota a tím nahradí namísto metra funkci autobusové linky 7, a to za zlomek ceny. Osud prodloužení linky na Madárhegy ještě není jistý.

## Historie
První plány na čtvrtou linku metra v Budapešti byly zpracovány již v roce 1972, ale konkrétní vedení linky a seznam stanic byl dokončen až v roce 1996. Po několika zpožděních stavební práce na tomto úseku linky začaly až v roce 2004. Výstavba se neustále zpožďovala a provázela ji korupce.

## Stanice

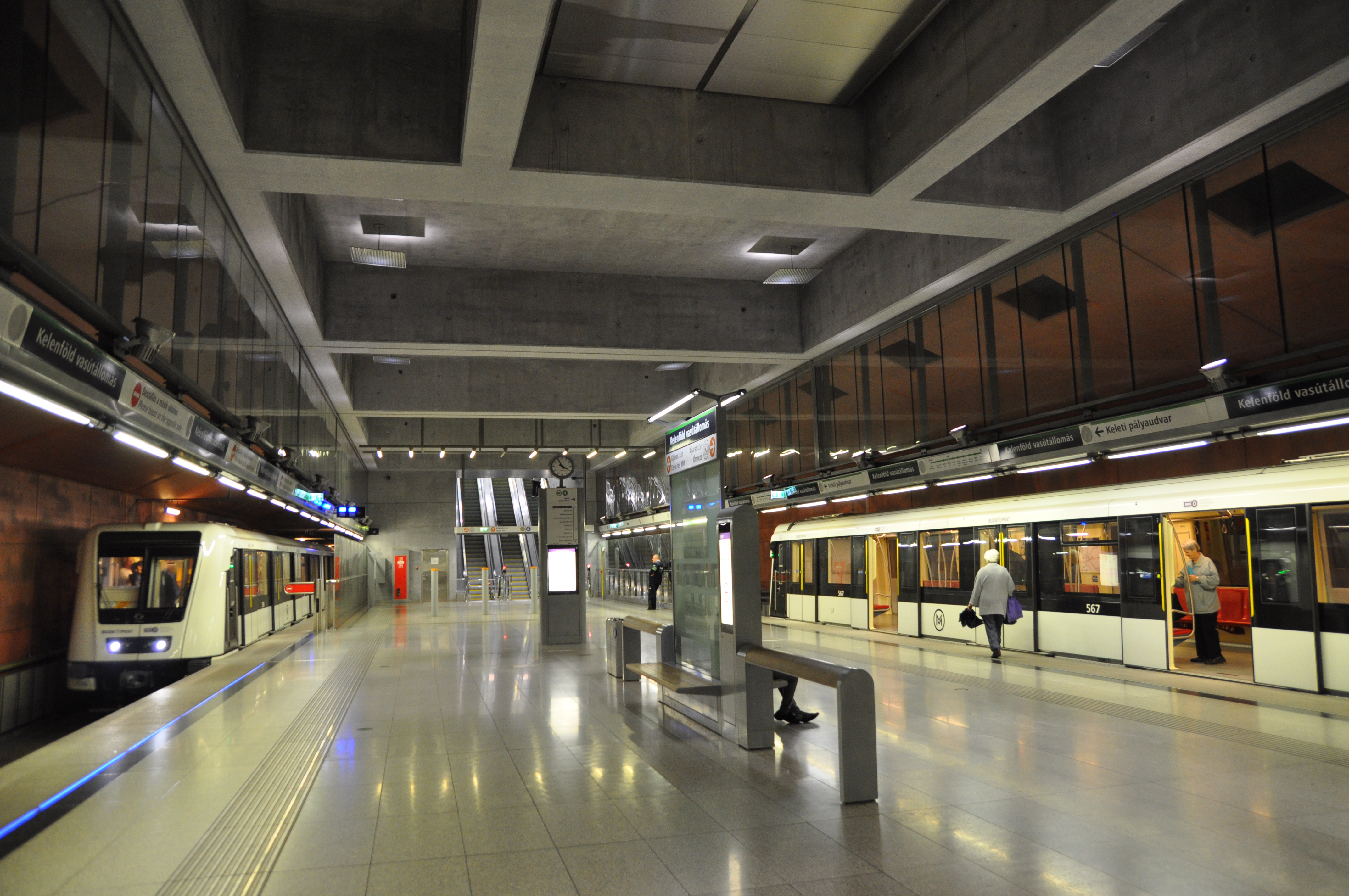
Kelenföld vasútállomás
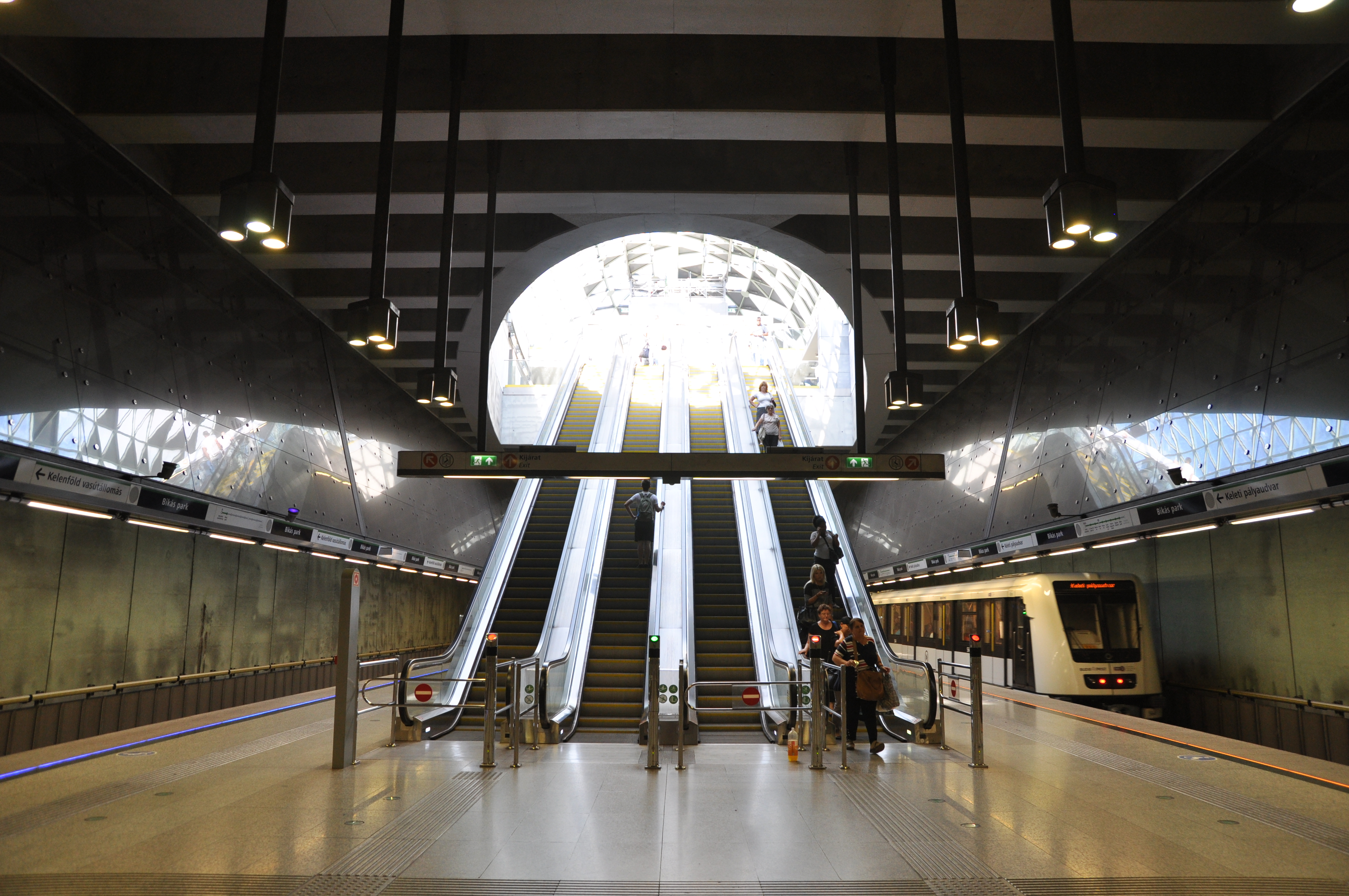
Bikás park
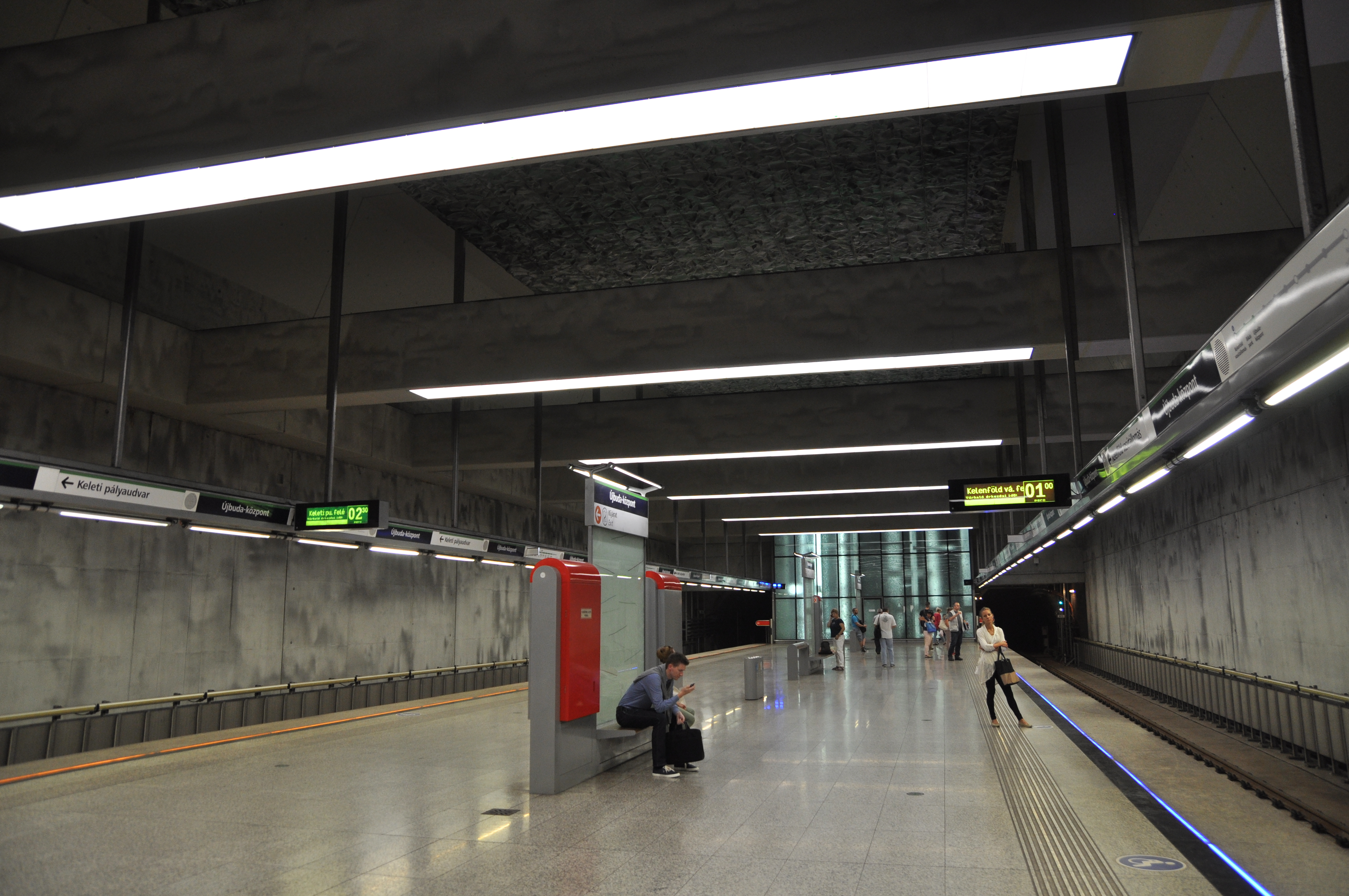
Újbuda-központ
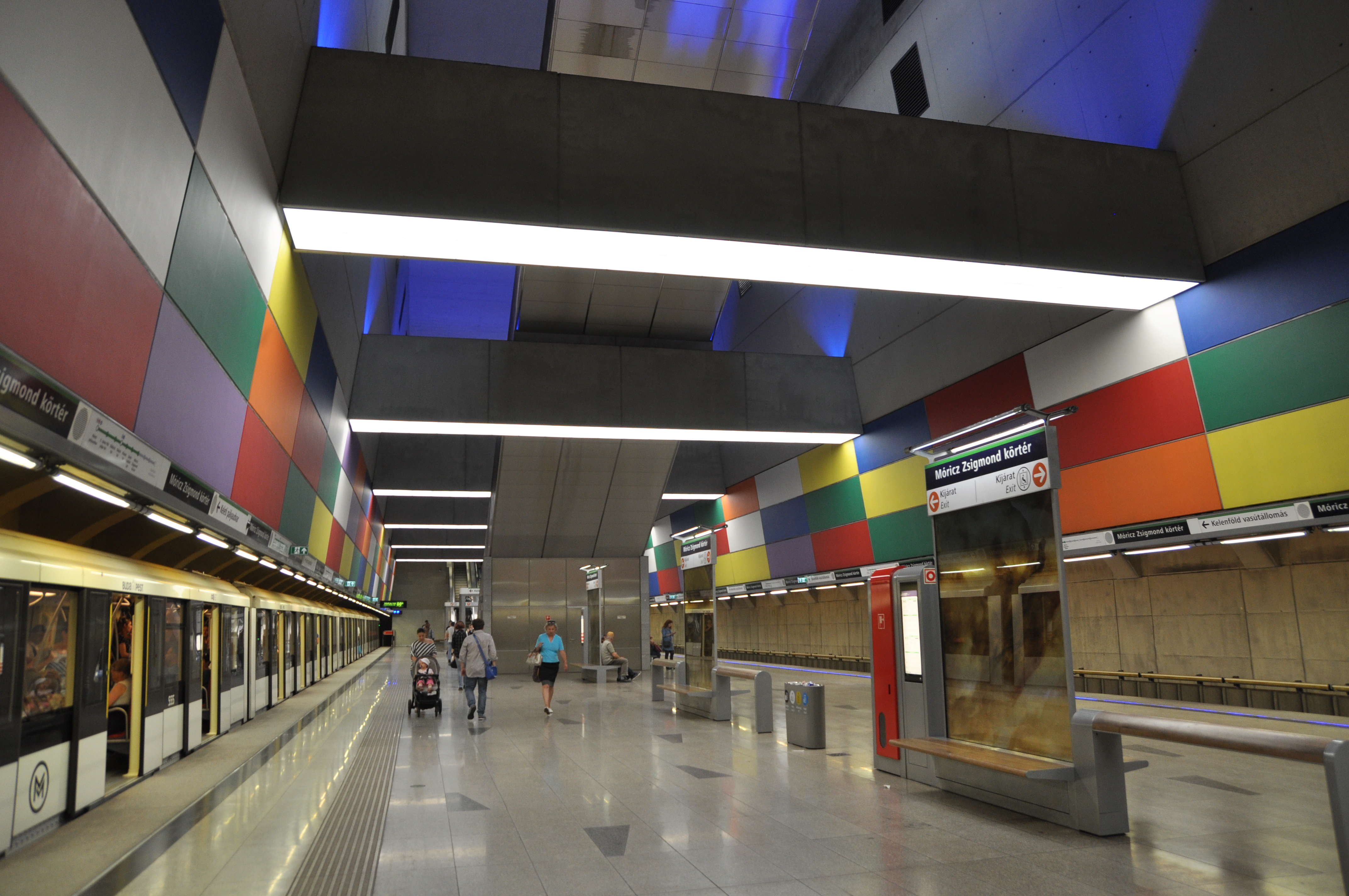
Móricz Zsigmond körtér
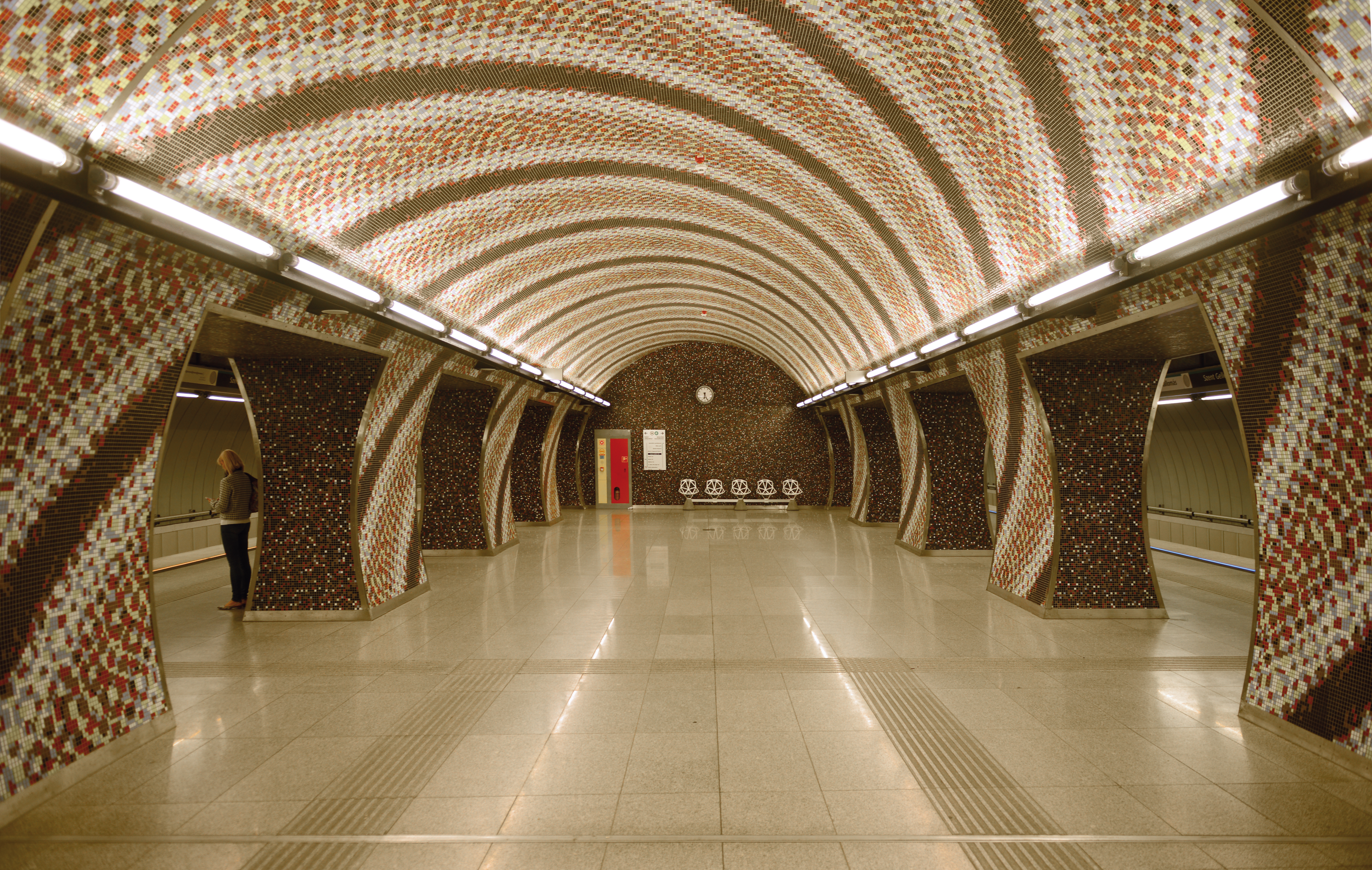
Szent Gellért tér – Műegyetem
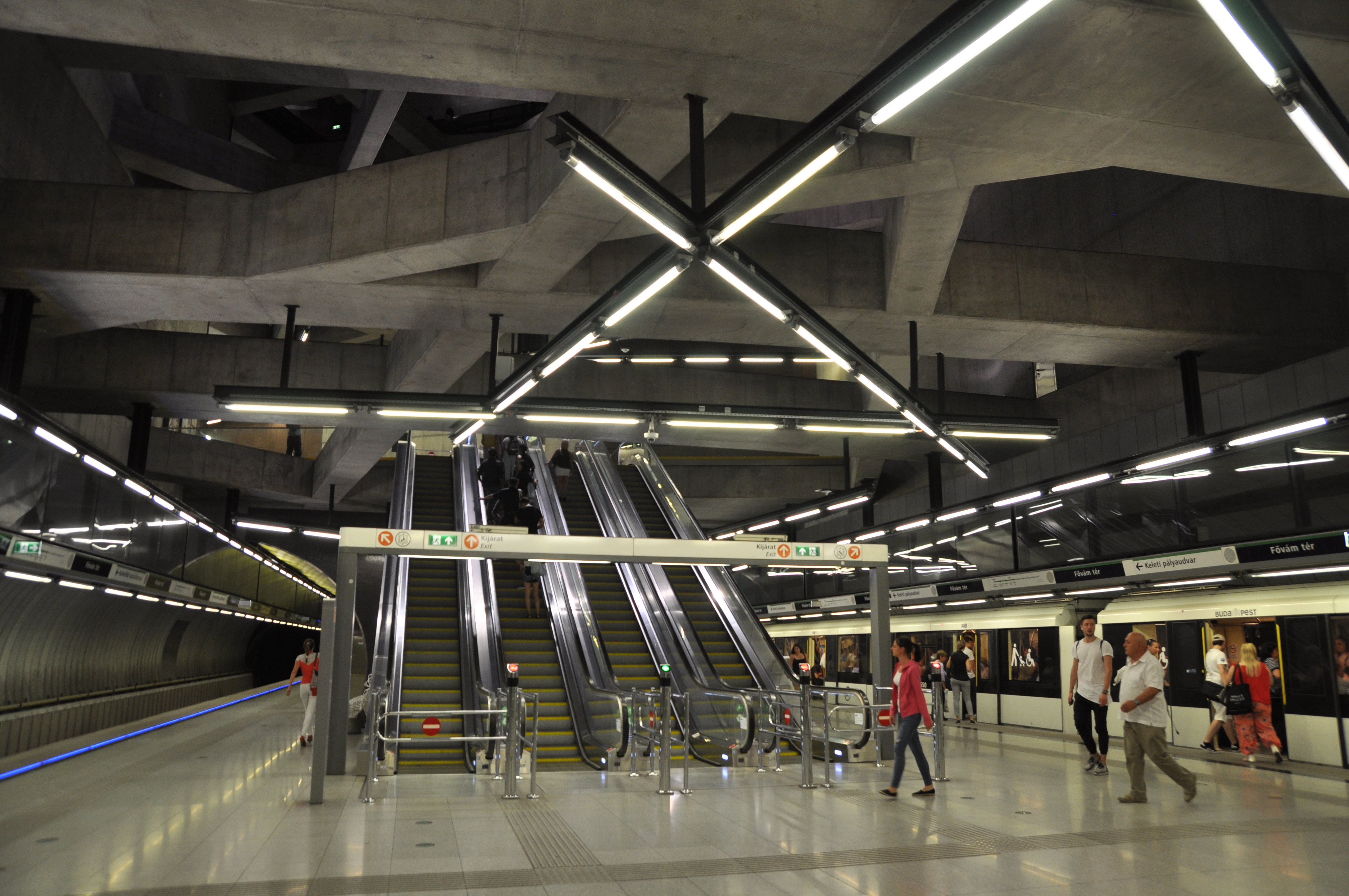
Fővám tér
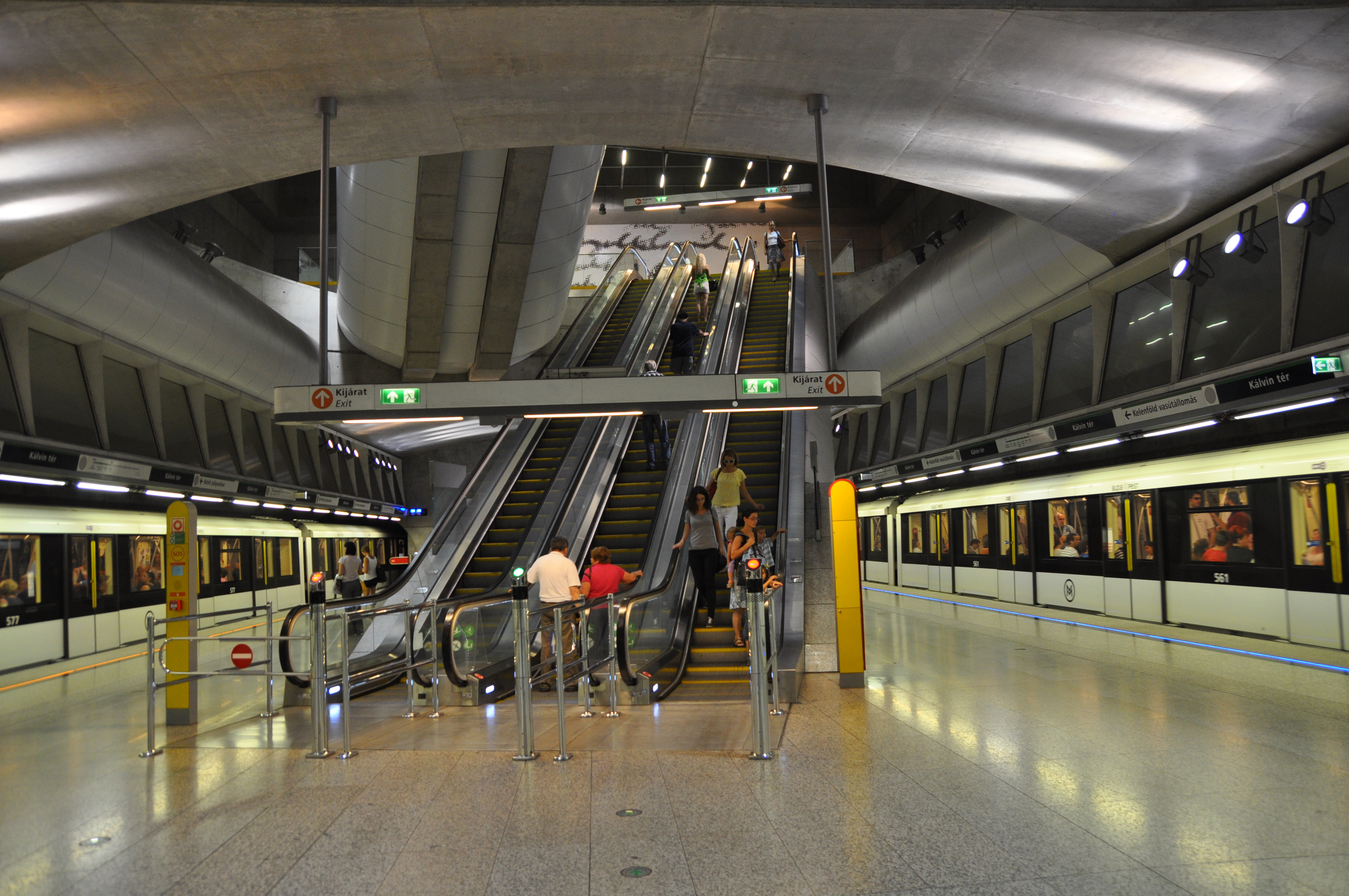
Kálvin tér
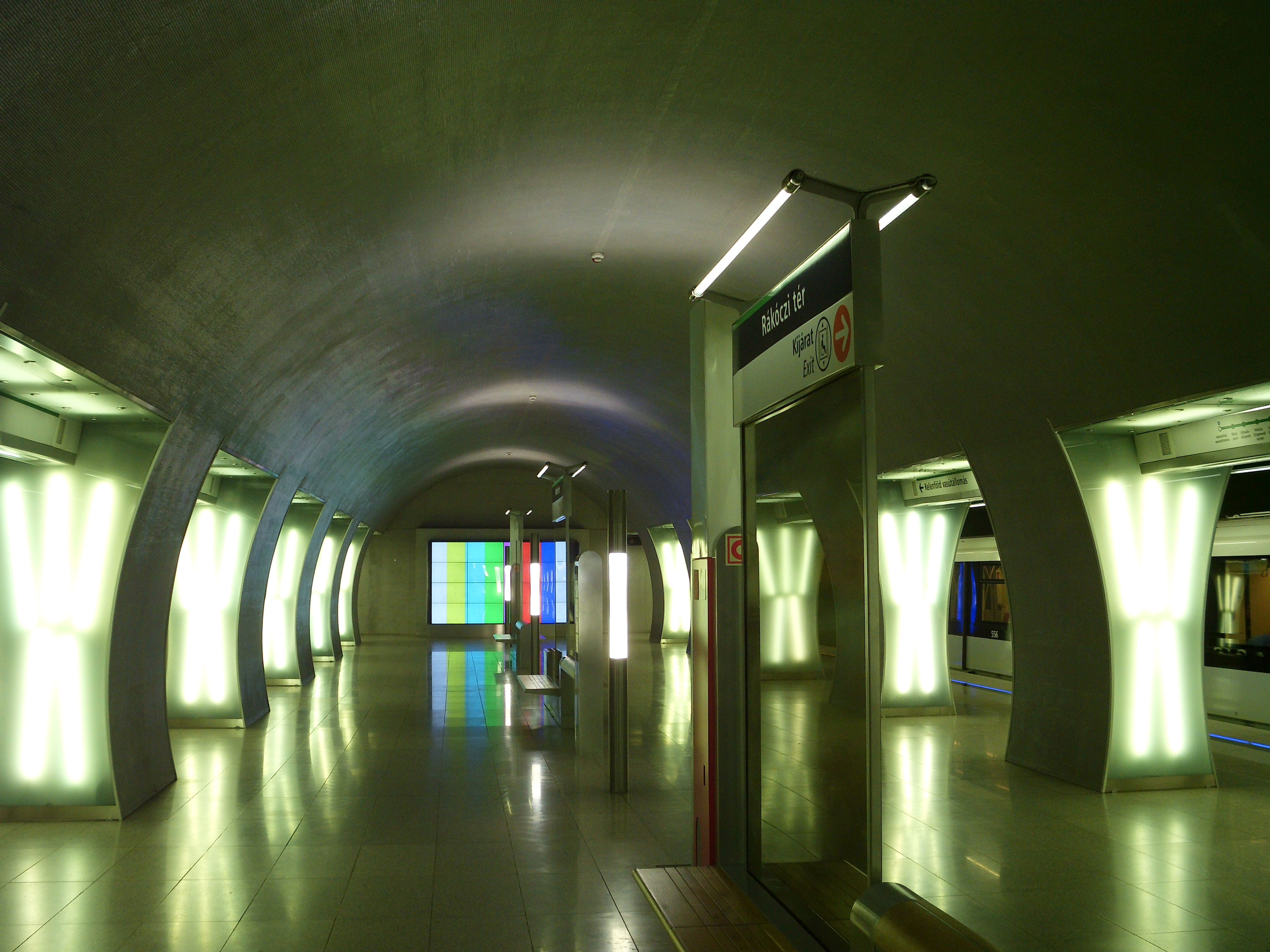
Rákóczi tér
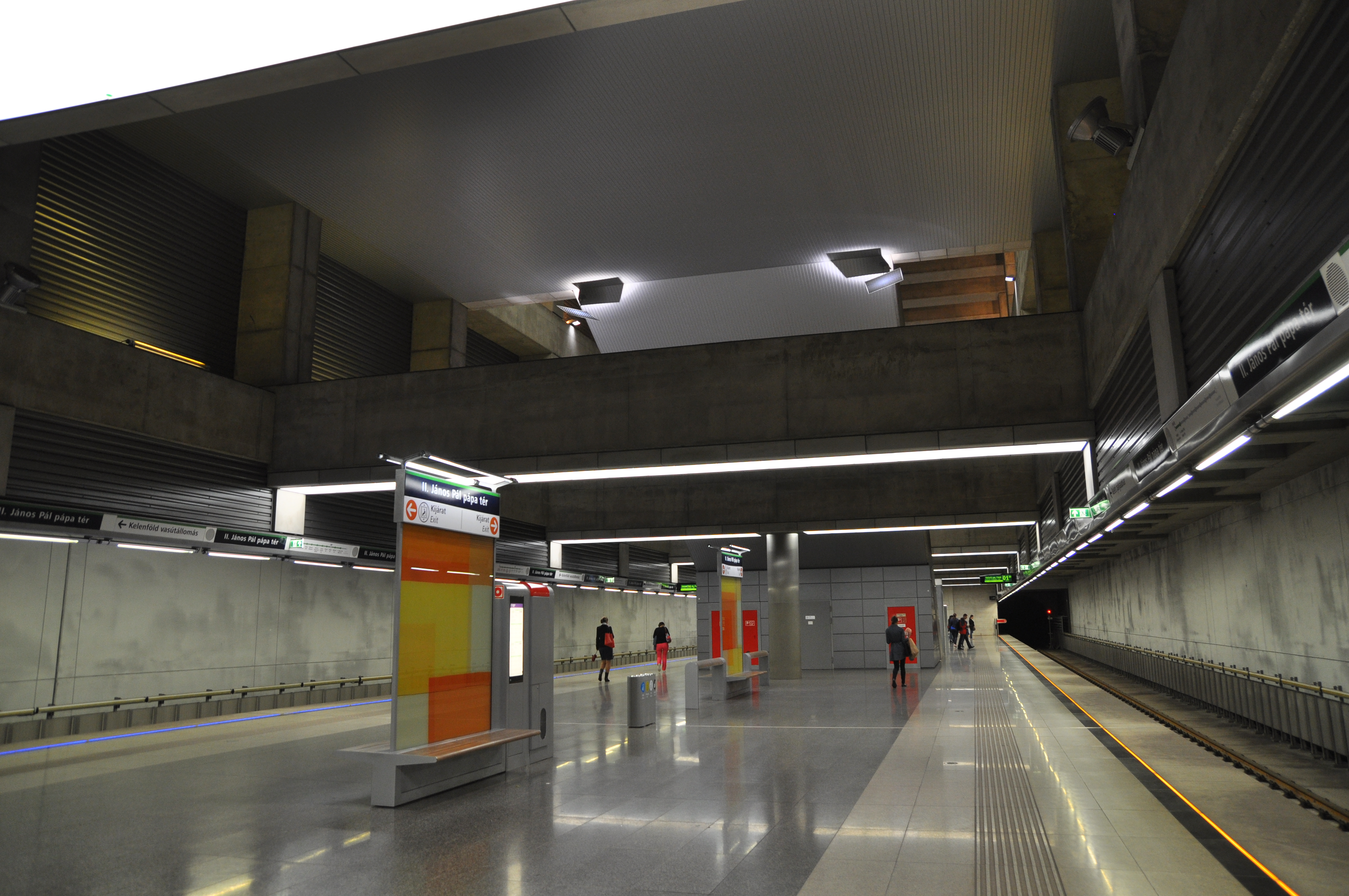
II. János Pál pápa tér
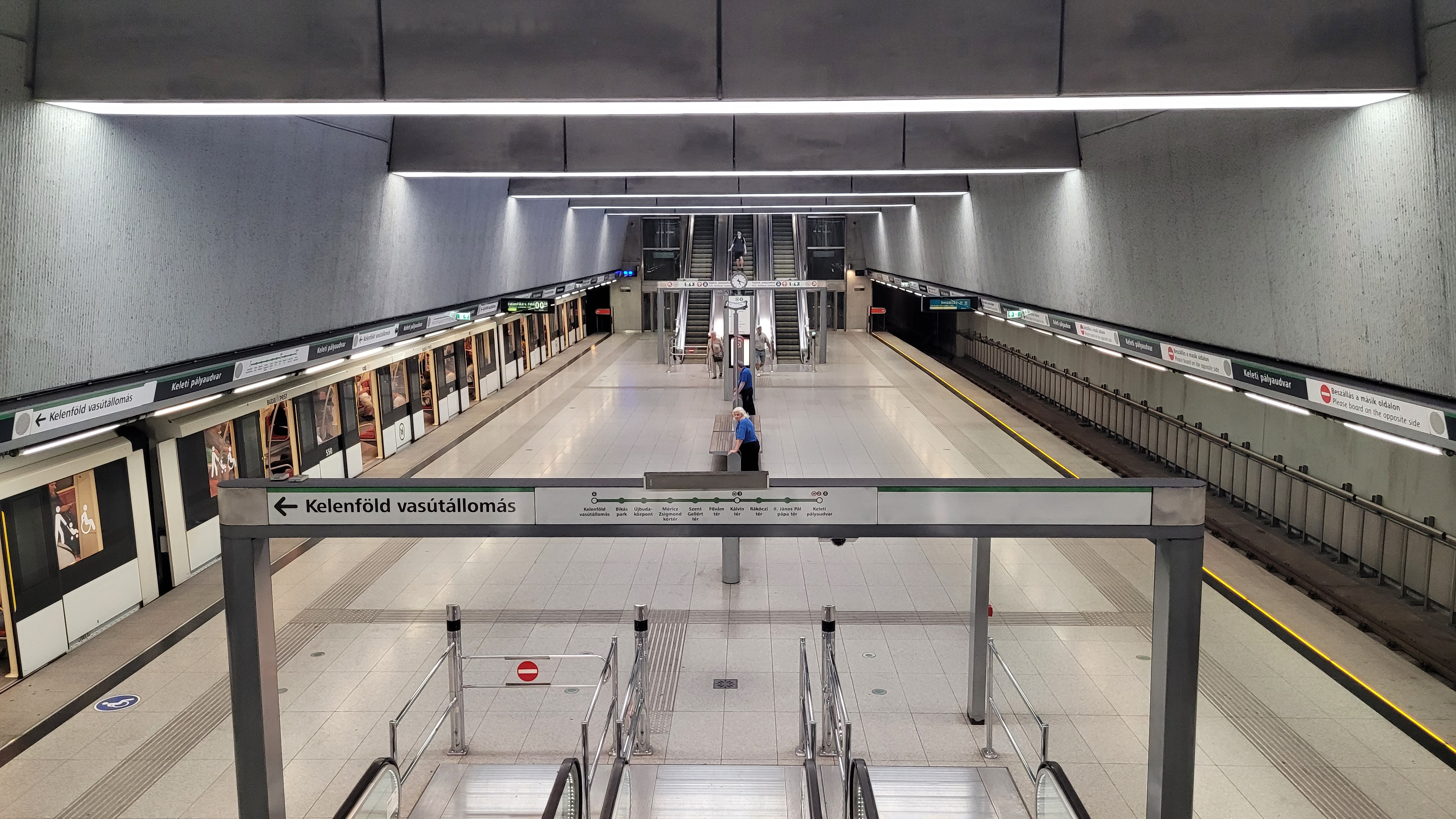
Keleti pályaudvar

## Vozový park
Na lince jezdí vozy typu Alstom AM4-M4, které jsou řízeny plně automaticky.